# Gammacide
Gammacide ist eine US-amerikanische Thrash-Metal-Band aus Arlington, Texas, die im Jahr 1986 gegründet wurde.

## Geschichte
Die Band wurde im Jahr 1986 von Rick Perry (E-Gitarre) und Eric Roy (E-Bass) gegründet. Perry und Roy spielten zuvor bereits bei der lokalen Coverband Warlock. Die Band coverte verschiedene Lieder von Judas Priest, Iron Maiden und Metallica. Jamey Milford (Schlagzeug) und Varnam Ponville (Gesang) traten einige Monate später der Band bei. In einer Garage in Texas nahmen sie zusammen die ersten Stücke auf, darunter auch einige Lieder die aus den Zeiten bei Warlock stammten. Am 21. März 1987 spielten sie ihre ersten kleinen Auftritt in Fort Worth. Zwei Wochen später spielten sie als Eröffnungsband für Rigor Mortis und Watchtower im Arcadia Theater in Dallas. Anfang 1987 nahm die Band an einem „Battle of the Bands“ teil. Gammacide kamen dabei unter die besten acht und erschien auf einer lokalen Kompilationskassette namens Metal Cruelty.
Im Sommer 1987 nahm die Band ihr erstes Demo in den Pantego Sound Studios auf. Produziert wurde das Demo von Jerry Abbott, Vater von Vinnie Paul Abbott und Darrell Abbott. Ein Lied namens Shock Treatment von diesem Demo erschien auf der Kompilation Thrash Metal Attack II von Renaissance Records. Im Anschluss folgten weitere Auftritte in Texas, wo die Band zusammen mit einigen lokalen Bands wie Solitude Aeturnus, Arcane, Morbid Scream und Rigor Mortis spielte. Auch folgten Auftritte mit weiteren lokalen Band in anderen Teilen von Texas wie Houston, Austin und Victoria. Des Weiteren spielte die Band auch in Oklahoma und Louisiana.
Im November 1988 trat Scott Shelby als zweiter Gitarrist der Band bei. Es folgten weitere Auftritte in Texas und Gammacide spielte als Eröffnungsband für Death, Sacred Reich, Dark Angel, Morbid Angel und Exodus.
Im Sommer 1989 betrat die Band die Sound Logic Studios in Dallas, um ihr erstes und einziges Album Victims of Science aufzunehmen. Es wurde im Jahr 1989 über Wild Rags Records veröffentlicht. Eric Roy verließ die Band, noch bevor das Album veröffentlicht wurde. Eine Reihe verschiedener Bassisten ersetzten Roy, bis mit „Blade“ ein Ersatz gefunden wurde. Dieser verließ die Band nach sechs Monaten und wurde für einen Monat durch Ghames Jones (Bassist bei Fortè) ersetzt. Mark Powell stieß für eine kurze Zeit zur Band, trennte sich aber auch schnell wieder von ihr, sodass „Blade“ wieder zur Band zurückkehrte und seinen alten Posten übernahm.
Es folgten Auftritte in Texas, Louisiana, Oklahoma, Arizona und Kalifornien. In Phoenix spielte die Band zusammen mit Nuclear Death. Danach folgte ein Auftritt in Los Angeles mit Oliver Magnum und Insecticide. In Oakland, Kalifornien spielten sie einige Auftritte mit der Band Hexx. Darin eingeschlossen war auch ein Auftritt im Omni Theater zusammen mit Sadus, Autopsy und Testament. Auf dem Rückweg nach Texas entwickelten sie einige neue Lieder und nahmen im Jahr 1991 ein Demo auf. Es folgten weitere Auftritte bis zu ihrem vorerst letzten Auftritt Ende 1992.
Rick Perry widmete sich seiner Industrial-Metal-Band Puncture, veröffentlichte zwei Alben und ging zusammen mit GWAR auf Tour. Varnam zog zurück nach Louisiana und gründete die Band Cauldron. Scott Shelby spielte bei der Band Hammer Witch, während „Blade“ bei den lokalen Bands namens Rugburn und Nipple spielte. Jamey Milford zog nach Colorado und gründete eine christliche Rock-Gruppe. Am Valentinstag 1998 spielte Gammacide wieder einen Auftritt in Fort Worth, jedoch ohne Milford.
Im Jahr 2004 schloss sich die Band wieder zusammen. Im Jahr 2005 wurde Victims of Science über Gamma Records erneut veröffentlicht. Die Lieder wurden neu gemastert. Zudem enthielt das Album die Lieder von dem Demo aus dem Jahr 1991 sowie zwei neue Lieder.

## Stil
Gammacide spielen klassischen Thrash Metal aus den 1980er Jahren. Die Lieder werden mit den Werken der Band Exodus verglichen.

## Diskografie
- 1987: Gammacide (Demo, Eigenveröffentlichung)
- 1989: Victims of Science (Album, Wild Rags Records)
- 1991: Gammacide 91 (Demo, Eigenveröffentlichung)
- 2004: Victims of Science (Neuveröffentlichung des Albums + Bonus, Gamma Records)